# Hoplodrina rufescens
Hoplodrina rufescens là một loài bướm đêm trong họ Noctuidae.